# Les Oreilles du Renard
 (octobre 2021).
 (octobre 2021).
Les Oreilles du Renard est un festival de musique qui se déroule chaque année au mois d'avril, alternativement dans les départements français de la Drôme et de l'Ardèche.
Créé en 2001, le festival est produit par « Les MJC en Drôme Ardèche – Union Bi Départementale » Association d'éducation populaire regroupant une quarantaine d'associations locales, que l'on appelle simplement Maison des Jeunes et de la Culture (MJC), adhérentes à la Fédération Régionale des MJC, elle-même membre de la Confédération des MJC de France.
Chaque année le festival propose plusieurs têtes d'affiches (Les Wampas, Mass Hysteria, Les Hurlements d'léo,Lofofora, K2R Riddim, No One Is Innocent, AqME ...).
Le festival propose un tremplin musiques actuelles. Il s'adresse aux groupes de musiques de la région Rhône-Alpes dont la moyenne d'âge est inférieur à 25 ans.
En 2016, l'événement a accueilli 3 000 personnes sur trois jours.
En 2022, le festival change de nom et devient Hibouge.
|      | Ville                       | Département | Programmation |
| ---- | --------------------------- | ----------- | --- |
| 2001 | Die                         | Drôme       | Mitakuyé Oyasin, Skazzoo, SME                                                                                    |
| 2002 | Tain l'Hermitage            | Drôme       | Remingway, Duck Billed Platypus                                                                                  |
| 2003 | La Voulte sur Rhône         | Ardèche     | Noswad, Yowl |
| 2004 | St Marcel lès Valence       | Drôme       | Kubic, Les Estropiés                                                                                             |
| 2005 | Charmes sur Rhône           | Ardèche     | KNX Crew, Drydeck                                                                                                |
| 2006 | St Paul Trois Châteaux      | Drôme       | Fluid, Lumaine                                                                                                   |
| 2007 | Montmeyran                  | Drôme       | Transgunner, LRSS                                                                                                |
| 2008 | Flaviac                     | Ardèche     | Sterennodrahc, Mad Moiz Elza                                                                                     |
| 2009 | Le Teil                     | Ardèche     | Mû, Power Goat                                                                                                   |
| 2010 | Valence                     | Drôme       | Shaka Ponk, Les Gourmets, Mû, Nsk, Karpatt, Power Goat                                                           |
| 2011 | Privas                      | Ardèche     | Back In Blooze, The Burning Rods, Arthur and the Rabbit's Groove Band                                            |
| 2012 | Privas                      | Ardèche     | Psychosmose, Maria Magdalena, Kill Franklin                                                                      |
| 2013 | Beaumont-les-Valence        | Drôme       | Family Cheap, OxymR, Belly Button Window                                                                         |
| 2014 | La Voulte-sur-Rhône         | Ardèche     | |
| 2015 | Mirmande                    | Drôme       | Tungstain, Les Barjoks, Seven at Night                                                                           |
| 2016 | Saint-Julien-en-Saint-Alban | Ardèche     | Tungstain, Mo'Kalamity, Max Romeo, O.B.F. Sound System, Fasteria, Les Tambours du Bronx, DJ Fly, Elisa do Brasil |
| 2017 | Portes les Valence          | Drôme       | The Fiole, Cake Aux Phones                                                                                       |